# 伍杰
伍杰（1930年—2022年6月30日），曾用名道南，男，湖南常德人，中华人民共和国政治人物，曾任中共中央宣传部出版局局长，中国出版工作者协会副主席。